# Baruipur
Baruipur ist eine Stadt im indischen Bundesstaat Westbengalen. Die Stadt ist Teil der Metropolregion Kolkata. Die Stadt gehört zum Distrikt Dakshin 24 Pargana. Baruipur hat den Status einer Municipality. Die Stadt ist in 17 Wards gegliedert.

## Demografie
Die Einwohnerzahl der Stadt liegt laut der Volkszählung von 2011 bei 53.530. Baruipur hat ein Geschlechterverhältnis von 988 Frauen pro 1000 Männer und damit einen für Indien häufigen Männerüberschuss. Die Alphabetisierungsrate lag bei 92,0 % im Jahr 2011. Knapp 89 % der Bevölkerung sind Hindus, ca. 9 % sind Muslime und ca. 2 % gehören einer anderen oder keiner Religion an. 7,1 % der Bevölkerung sind Kinder unter 6 Jahren.

## Infrastruktur
Die Eisenbahn ist das Hauptverkehrsmittel von Baruipur. Das gesamte Gebiet von Baruipur wird vom Bahnhof Baruipur Junction auf der Strecke Sealdah – Baruipur der Kolkata Suburban Railway bedient.